# Mallam Yahaya
Mallam Yahaya (* 31. Dezember 1974 in Kumasi) ist ein ehemaliger ghanaischer Fußballspieler. Der Mittelfeldspieler bestritt einen Großteil seiner Laufbahn in Deutschland.

## Sportlicher Werdegang
Yahaya spielte zunächst in seinem Heimatland Ghana bei den King Faisal Babies, ehe er über die Jugend des AC Turin zu Beginn der 1990er Jahre zu Borussia Dortmund kam. Dort debütierte er zunächst für die seinerzeit in der drittklassigen Oberliga Westfalen antretende Amateurmannschaft im Erwachsenenbereich. Trotz seiner sieben Saisontore in der Spielzeit 1993/94 verpasste die Mannschaft die Qualifikation für die neu eingeführte drittklassige Regionalliga. Dennoch machte er als torgefährlicher Mittelfeldspieler in der vierten Spielklasse weiterhin auf höherer Ebene auf sich aufmerksam, in der Bundesliga-Spielzeit 1994/95 debütierte er als erster afrikanischer Spieler der Vereinsgeschichte in der Bundesligamannschaft. Mit zwei (gegen den FC Schalke 04 sowie Bayern München) bzw. einem (gegen Borussia Mönchengladbach) Kurzeinsatz trug er in jener sowie der folgenden Spielzeit zum Gewinn des Meistertitels bei. Parallel spielte er sich in den Kreis der ghanaischen Nationalmannschaft, für die er bis 2000 zwölf Länderspiele bestritt. Im Sommer 1996 nahm er zudem an den Olympischen Sommerspielen in Atlanta teil. Dort scheiterte er mit der Auswahlmannschaft im Viertelfinale.
In der Hinrunde der Bundesliga-Spielzeit 1996/97 lief Yahaya noch zwei Mal für den BVB auf, ehe er in der Winterpause zum Zweitligisten SV Waldhof Mannheim transferiert wurde. Auch hier blieb ihm mit sieben Spieleinsätzen der große Durchbruch verwehrt, weswegen er bereits im Sommer 1997 innerhalb der 2. Bundesliga zu den Stuttgarter Kickers weiterzog. Nach ebenfalls nur sieben Saisoneinsätzen kehrte er nach einem Jahr nach Mannheim zurück und führte den zwischenzeitlich in die Regionalliga abgestiegenen Klub mit neun Toren wieder in die zweite Liga. Dort wiederum nur unregelmäßig im Einsatz, versuchte er sich anschließend kurzzeitig bei GKS Katowice.
Ab 2001 war Yahaya im nordbadischen Amateurfußball tätig. Zunächst lief er für den VfR Mannheim in der Regionalliga Süd auf, trotz des Lizenzentzugs am Ende der Spielzeit 2011/02 blieb er dem Klub zunächst in der Verbandsliga Baden und der Oberliga Baden-Württemberg treu. Später spielte er noch für den FC-Astoria Walldorf, den ASV Durlach sowie TSV Amicitia Viernheim ebenfalls im mittleren Amateurbereich. Anschließend ließ er beim SV Rohrbach und dem ASV Feudenheim in Landes- bzw. Kreisliga seine aktive Laufbahn ausklingen.
Anschließend kehrte Yahaya nach Ghana zurück, wo er als Trainer arbeitete.